# 하후헌
하후 헌(夏侯獻)은 조위의 정치인이다. 하후씨의 일족으로 가계는 불명이다.

## 같이 보기
- 공손연
- 조조 (장사)
- 유방 (조위)
- 손자 (조위)